# 精神生活
精神生活（せいしんせいかつ）とは、人間が行う生活の形態であり、物質的な事柄よりも精神的な事柄が充実しているようなもののことを言う。人間が行っている生活の部分で、精神的に行われているような面のことも精神生活と言うこともある。
主に芸術や宗教や道徳などを中心に指すものであり、同時に唯物論の上からは、これに耽る生活が推奨されない。